# Lin Bing-chao
Lin Bing-chao ou Benny Wijaya (Kebumen, 28 de outubro de 1973) é um ex-tenista profissional indonésio, naturalizado taiwanes.
Lin Bing-chao em Olimpíadas disputou em 1992 pela Indonésia, apenas em simples, perdendo na primeira rodada para Andrew Sznajder. 